# Вајк
Вајк (јерм. Վայք) је градић у Јерменији, и један од три градска центра у марзу Вајотс Џор.
Градић је смештен на друму који повезује Јереван са Сисијаном и Горисом, и удаљен је 138 км југоисточно од Јеревана. Градић са севера и југа окружен високим планинама протеже се дуж обе обале реке Арпа у дужини од 1,5 км. На неких 1 км западно од града налази се стари мост саграђен у 17. веку и који је реконструисан 1827. године.
Свој постанак данашњи Вајк је започео као малено село по имену Сојлан (јерм. Սոյլան) у којем је 1897. живело свега 22 становника. Насеље је 1956. променило име у Азизбеков у част једног од совјетских политичара из Бакуа (Меџади Азизбеков), а садашње име датира од 1994. године.
Године 1963. у селу је живело 1.115 становника и тај број је постепено растао све до око 6.000 колико их је било 2010. године.